# Леди и Бродяга (фильм)
«Ле́ди и Бродя́га» (англ. Lady and the Tramp) — американский фильм, ремейк к одноимённому мультфильму 1955 года. Фильм повторяет сюжет мультфильма.

## Сюжет
Картина рассказывает историю встречи представительницы высшего общества кокер-спаниеля Леди и дворняги по прозвищу Бродяга. В картину вошла известная романтическая сцена ужина со спагетти в ресторане.

## В ролях
| Актёр              | Роль               |
| ------------------ | ------------------ |
| Кирси Клемонс      | Дарлинг            |
| Томас Манн         | Джим Дир           |
| Иветт Николь Браун | тётя Сара          |
| Адриан Мартинес    | Эллиот собаководов |
| Артуро Кастро      | Марко              |

### Роли озвучивали
| Актёр         | Роль                             |
| ------------- | -------------------------------- |
| Тесса Томпсон | Леди Американский кокер-спаниель |
| Джастин Теру  | Бродяга Дворняга                 |
| Сэм Эллиотт   | Трасти Бладхаунд                 |
| Эшли Дженсен  | Джок Шотландский терьер          |
| Жанель Монэ   | Пэгг Пекинес                     |
| Бенедикт Вонг | Бул Английский бульдог           |

Новые версии сиамских кошек также появляются в фильме, хотя персонажи не изображены как китайские из-за расовых стереотипов.

## Производство

### Развитие
8 февраля 2018 года было объявлено, что Walt Disney Pictures разрабатывает ремейк одноимённого мультфильма 1955 года. Премьера фильма состоялась осенью 2019 года. 19 марта 2018 года было объявлено, что режиссёром фильма будет Чарли Бин, а сценарий напишет Эндрю Буяльского с Бригамом Тейлором, выступающим в роли продюсера.

### Актёрский состав
В июле 2018 года было объявлено, что Эшли Дженсен, Джастин Теру и Сэм Эллиот были наняты на озвучку трёх собак. Кроме того, сообщалось, что Кирси Клемонс вела переговоры об исполнении роли Дарлинг, владельца Леди. В августе 2018 года сообщалось, что Тесса Томпсон и Бенедикт Вонг подарят свои голоса для Леди и Буля соответственно, и что Томас Манн исполнит роль Дейма Дорогого. В сентябре 2018 года было объявлено, что Иветт Николь Браун и Адриан Мартинес исполнят роли Сары и Эллиота.
В постановке были использованы настоящие собаки, чтобы изобразить титульных персонажей фильма с собакой по имени Роуз, изображающей Леди в фильме. Примерно за три месяца до начала съемок животные начали готовиться к съёмкам фильма.

### Съёмки
Съёмки фильма начались в сентябре 2018 года. Его снимали в Атланте и Саванне, Джорджия. Съёмка со звуковой сценой в помещении началась в декабре 2018 года.

### Музыка
В фильме появилась новая версия «Песни сиамских кошек» в исполнении Жанель Монэ. Песня была переписана Роман ДжанАртур из Nate «Rocket» Wonder и Монэ из-за её воспринимаемых сегодня расистских коннотаций и в соответствии с изображениями персонажей в фильме. Монэ также исполнила две новые песни для фильма. 23 августа 2019 года было объявлено, что Джозеф Трапанес писал саундтрек фильма.

## Релиз
Фильм вышел 12 ноября 2019 года исключительно на Disney+.

## Приём

### Критика и отзывы
Фильм получил смешанные отзывы. На Rotten Tomatoes фильм имеет 66 % одобрения и средний рейтинг 5,87/10, основанный на 64 рецензиях. Рецензия сайта гласит: «Милые собаки и хороший актёрский состав фильма „Леди и Бродяга“ неплохи, но ремейку не хватает той магии, которую подарил оригинальный мультфильм 1955 года». Metacritic присвоило фильму 48 баллов из 100 на основе 11 рецензий, что указывает на «смешанные или средние отзывы».
В неоднозначном обзоре Майкл Филлипс из «Chicago Tribune» написал: «Худшее в этой новой «Леди и Бродяге» происходит, когда сценарий нагромождает напряженные комические действия, за которыми следуют опрометчивые теёмные тени.»

### Награды
| Награда                                              | Дата церемонии | Категория | Получатель(и) | Результат | Ссылки |
| ---------------------------------------------------- | -------------- | --- | --- | --------- | ------ |
| Награды фонда Imagen                                 | 2020           | Лучший актёр - полнометражный фильм | Адриан Мартинес | Номинация |        |
| Звуковые редакторы кинофильмов                       | 2020           | Выдающиеся достижения в области звукового монтажа - звуковые эффекты, музыка, диалоги и ADR для нетеатральных художественных фильмов, транслируемых СМИ | Эндрю ДеКристофаро, Даррен «Санни» Варкентин, Дэвид Эспарза, Келли Оксфорд, Майкл Пейн, Мэтью Уилсон, Дэвид Станке, Джорди Синкевидж, Александр Йонгблед, Тара Блюм, Моник Реймонд, Винсент Гизетти, Брайан Лоусон, Эрика Уайс | Номинация |        |
| Награды MovieGuide                                   | 2020           | Премия Генезис | | Номинация |        |
| Награда Общества специалистов по визуальным эффектам | 29 января 2020 | Выдающиеся визуальные эффекты в фотореалистичном эпизоде                                                                                                | Роберт Уивер, Кристофер Раймо, Арслан Элвер, Майкл Козенс, Бруно Ван Зебрук | Номинация | [ 26 ] |
| Награда Общества специалистов по визуальным эффектам | 29 января 2020 | Outstanding Animated Character in an Episode or Real-Time Project                                                                                       | Thiago Martins, Arslan Elver, Stanislas Paillereau, Martine Chartrand (For "Tramp") | Номинация | [ 26 ] |